# Saint-Just-la-Pendue
Saint-Just-la-Pendue ist eine französische Gemeinde mit 1.644 Einwohnern (Stand: 1. Januar 2022) im Département Loire in der Region Auvergne-Rhône-Alpes. Sie gehört zum Arrondissement Roanne und zum Kanton Le Coteau.

## Geographie
Die Gemeinde Saint-Just-la-Pendue liegt 21 Kilometer südsüdöstlich von Roanne am Oberlauf des Flusses Gand. Umgeben wird Saint-Just-la-Pendue von den Nachbargemeinden Croizet-sur-Gand im Nordwesten und Norden, Fourneaux im Norden und Nordosten, Chirassimont im Nordosten und Osten, Sainte-Colombe-sur-Gand im Osten und Südosten, Bussières im Südosten, Néronde im Süden, Saint-Marcel-de-Félines im Südwesten und Westen sowie Neulise im Westen. Durch den Süden der Gemeinde verläuft die Autoroute A89. 

## Bevölkerungsentwicklung
| Jahr                       | 1962 | 1968 | 1975 | 1982 | 1990 | 1999 | 2006 | 2013 | 2022 |
| -------------------------- | ---- | ---- | ---- | ---- | ---- | ---- | ---- | ---- | ---- |
| Einwohner                  | 1756 | 1810 | 1731 | 1656 | 1466 | 1420 | 1510 | 1651 | 1644 |
| Quellen: Cassini und INSEE |      |      |      |      |      |      |      |      |      |

## Sehenswürdigkeiten
- Kirche Saint-Just, 1850 erbaut
- Kapelle Notre-Dame-de-Liesse, 1457 erbaut
- Marienkapelle (Chapelle de la Vierge)

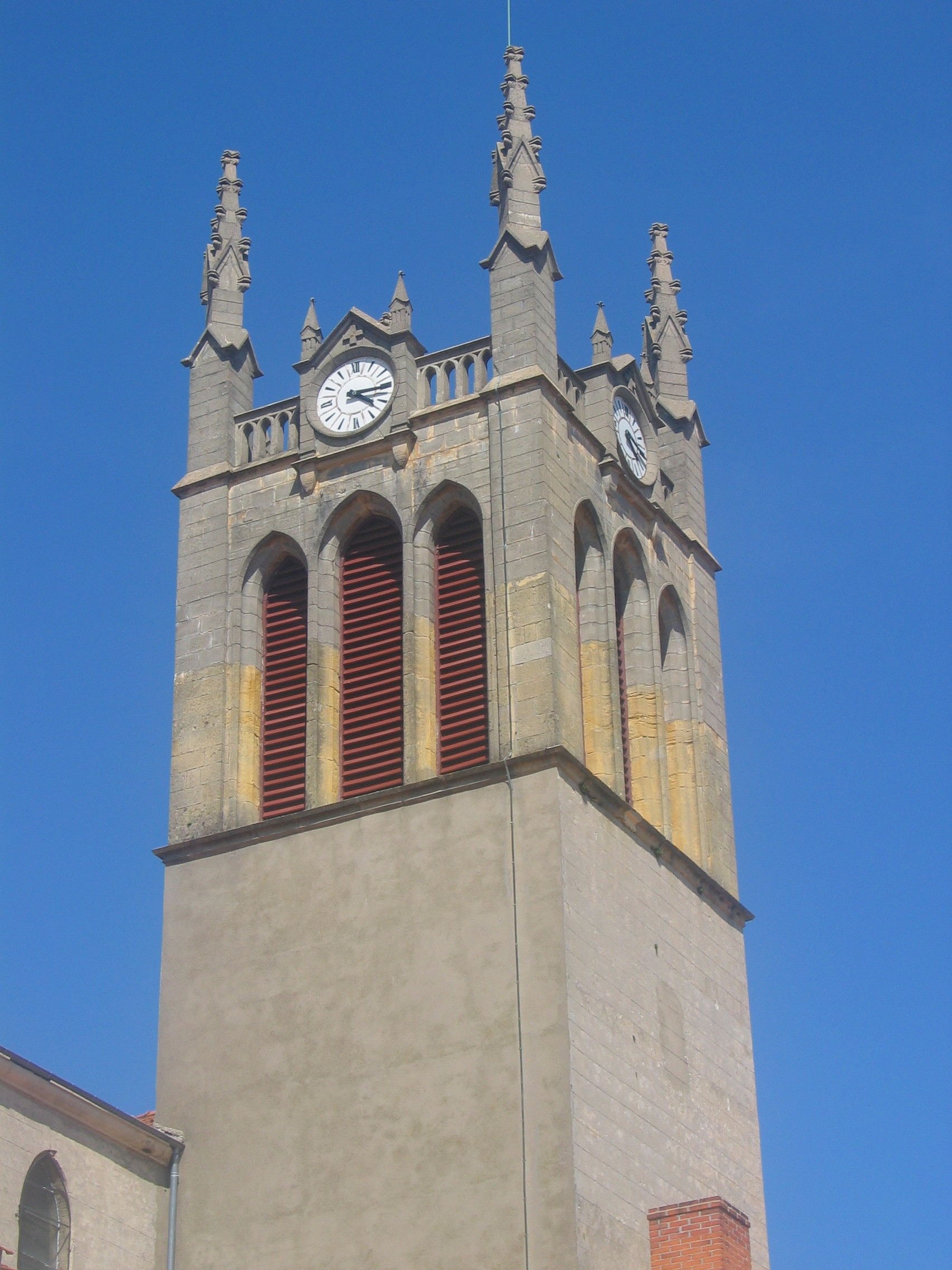
Turm der Kirche Saint-Just
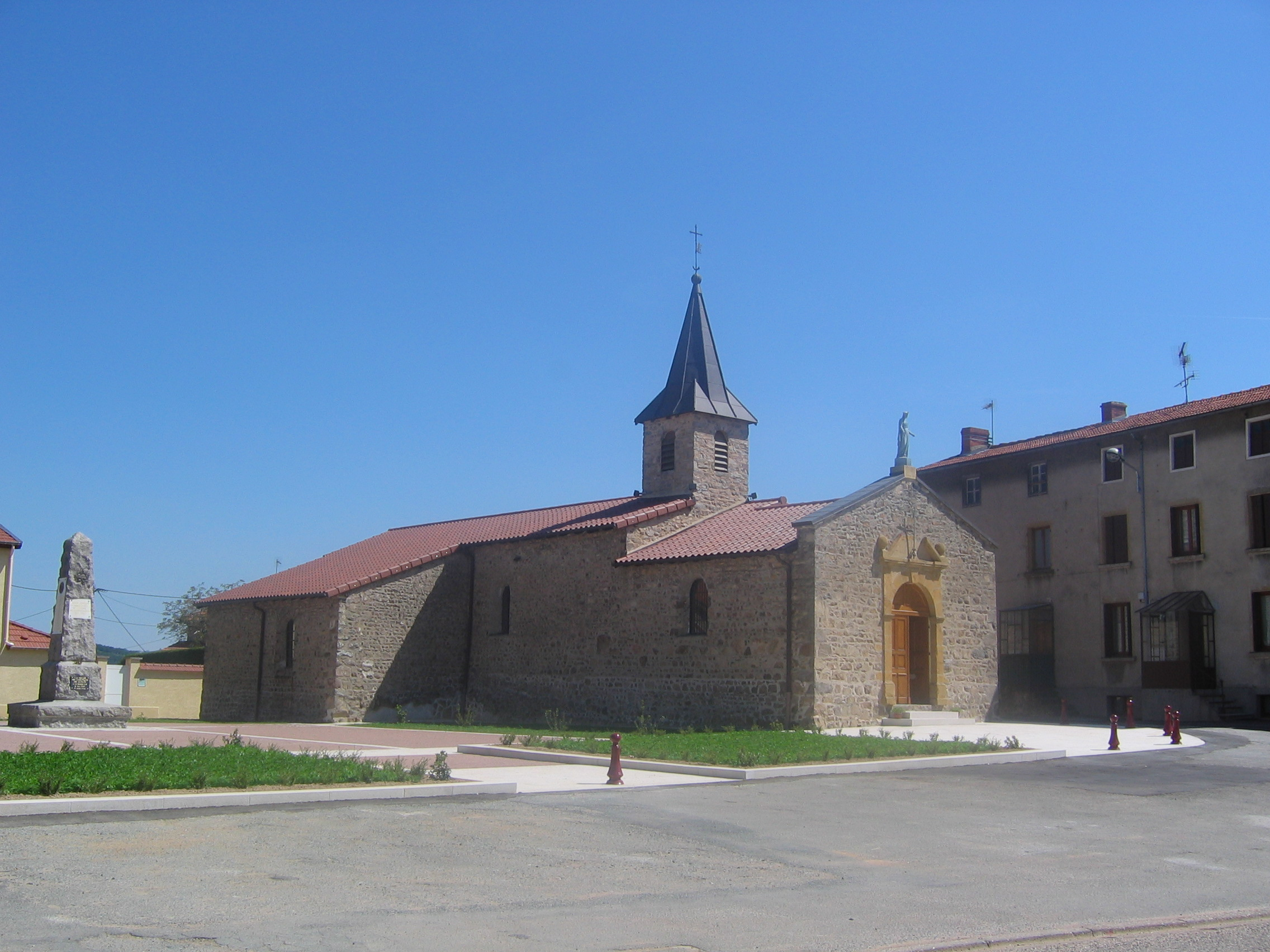
Kapelle Notre-Dame-de-Liesse